# Joseph Soltysiak
Joseph Soltysiak właściwie Józef Sołtysiak (ur. 1895, zm. 1973) – amerykański duchowny katolicki pochodzenia polskiego, biskup diecezji wschodniej Polskiego Narodowego Kościoła Katolickiego działającego na terenie Stanów Zjednoczonych Ameryki.
Był proboszczem parafii św. Trójcy w Manchesterze. W 1951 został wybrany na biskupa przez synod diecezji wschodniej PNKK i w 1952 został konsekrowany na biskupa. W latach 50. XX wieku nadzorował gruntowną renowację wnętrza katedry w Manchesterze. 